# Affaire Baltasar Ebang Engonga
Pour les articles homonymes, voir Engonga.
L'affaire Baltasar Ebang Engonga est un scandale sexuel devenu public via des vidéos sur les réseaux sociaux et impliquant des personnalités de la famille présidentielle en Guinée équatoriale. Il a éclaté en novembre 2024.
Ce scandale sexuel, impliquant le fils de Baltasar Engonga Edjo’o, est une affaire devenue fortement médiatique. Ce scandale concerne Baltasar Ebang Engonga, directeur de l’administration fiscale équato-guinéenne, figure influente de la politique équato-guinéenne.
L'affaire a des répercussions internationales en raison de l’implication de membres de la famille présidentielle équato-guinéenne et soulève des questions de gouvernance dans un pays souvent critiqué pour sa gestion opaque des ressources publiques.

## Scandale sexuel

### Contexte
Baltasar Ebang Engonga est le fils de Baltasar Engonga Edjo’o, un homme politique important en Guinée équatoriale et un proche du président Teodoro Obiang Nguema Mbasogo. Il fait partie de la nouvelle génération des familles influentes du régime équato-guinéen,.

### Déroulement
Le scandale éclate lorsque 400 vidéos de nature sexuelle impliquant Baltasar Ebang Engonga sont publiées en ligne. Ces vidéos montrent le fils d’Engonga dans des situations intimes qui, en raison de leur contenu et de leur diffusion, suscitent une onde de choc dans le pays. Selon plusieurs sources médiatiques, dont BBC Afrique et Jeune Afrique, les enregistrements contiennent également des éléments suggérant un train de vie luxueux financé, selon des allégations, par des fonds publics.
Parmi les femmes citées figurent les épouses et filles de ministres et dignitaires du régime, et egalement une certaine Ma' Yapo, connue pour ses activités de sorcellerie dans le pays. Sorcellerie et malheurs en Guinée équatoriale..

### Réactions et conséquences potentielles
L’affaire prend une dimension internationale, car elle touche plusieurs membres de la famille Obiang. Les autorités réduisent le débit de l'internet pour limiter la diffusion des vidéos.
L’affaire pourrait avoir des répercussions significatives pour la réputation de la Guinée équatoriale à l’international, déjà ternie par plusieurs scandales impliquant des membres de la famille présidentielle.
Le vice-président de la République, Teodoro Nguema Obiang Mangue déclare,

« les fonctionnaires surpris en train d'avoir des relations sexuelles dans leur bureau feront l'objet de mesures sévères »

Il est relevé de ses fonctions par décret présidentiel. Baltasar Ebang était déjà en détention dans l'attente de son procès pour soupçons de détournement publics. Ses conditions de détention se seraient durcies depuis l'éclatement de ce scandale.

## Biographie

### Enfance, éducation et débuts
Baltasar Ebang Engonga est né le 15 mars 1970 en Guinée Equatoriale. Il est le fils du neveu du président de la République. Il est surnommé Bello.

### Carrière
Il est responsable de l'agence d'investigation du fisc équato-guinéen. Il est marié à Samantha Geminta. Ils ont six enfants.